# Tell Abu Hureyra
Tell Abu Hureyra (in arabo تل أبو هريرة‎?) è un sito archeologico preistorico della valle dell'Alto Eufrate, in Siria. Fu abitato tra il 9.500 e il 5.000 a.C., dapprima da un gruppo di cacciatori-raccoglitori. Successivamente, i suoi abitanti si dedicarono sempre più all'agricoltura, divenendo i primi agricoltori conosciuti al mondo.
Gli archeologi dividono la sua storia in due periodi principali:
- Abu Hureyra 1: un villaggio di cacciatori-raccoglitori sedentari esistito durante l'Epipaleolitico.
- Abu Hureyra 2: in tale fase, gli abitanti si dedicarono alla coltivazione. Perdurò lungo il Neolitico preceramico.